# Grup lineal especial

Taula de Cayley de SL(2,3).

En matemàtiques, el grup especial lineal de grau n sobre un cos F és el conjunt de matrius n × n amb determinant 1, juntament amb les operacions habituals de multiplicació i inversió de matrius. Aquest és el subgrup normal del grup lineal general donat pel nucli del determinant
{\displaystyle \det \colon \operatorname {GL} (n,F)\to F^{\times }}
on escrivim F× per denotar el grup multiplicatiu d'F (és a dir, F sense el 0).
Aquests elements són "especials" en el sentit que pertanyen a una subvarietat del grup lineal general: satisfan una equació polinòmica (perquè el determinant és polinòmic en les entrades).

## Interpretació geomètrica
El grup lineal especial SL(n, R) es pot caracteritzar com les transformacions lineals de Rn que preserven el volum i l'orientació; això correspon a la interpretació del determinant com a mesura del volum i l'orientació.

## Subgrup de Lie
Quan F és R o C, SL(n, F) és un subgrup de Lie de GL(n, F) de dimensió n² − 1. L'àlgebra de Lie {\displaystyle {\mathfrak {sl}}(n,F)} de SL(n, F) consisteix en totes les matrius n × n sobre F amb traça nul·la. El parèntesi de Lie ve donat pel commutador.

## Topologia
Qualsevol matriu invertible es pot representar de manera unívoca, d'acord amb la descomposició polar, com el producte d'una matriu unitària i una matriu hermítica amb valors propis positius. El determinant de la matriu unitària és a la circumferència unitat, mentre que el determinant de la matriu hermítica és real i positiu i, com que en el cas d'una matriu del grup lineal especial el producte dels determinants és 1, llavors cadascun dels dos determinants ha de ser 1. Per tant, una matriu lineal especial es pot escriure com el producte d'una matriu unitària especial (o una matriu ortogonal especial en el cas real) i una matriu hermítica definida positiva (o matriu simètrica en el cas real) amb determinant 1.
Així, la topologia del grup SL(n, C) és el producte de la topologia de SU(n) i la topologia del grup de matrius hermítiques amb determinant unitat i amb valors propis positius. Una matriu hermítica amb determinant unitat i valors propis positius es pot expressar de forma unívoca com l'exponencial d'una matriu hermítica sense traça i, per tant, la seva topologia és la de l'espai euclidià de dimensió (n² − 1).
La topologia de SL(n, R) és el producte de la topologia de SO (n) i la topologia del grup de matrius simètriques amb valors propis positius i determinant unitat. Com que aquest últim tipus de matrius es poden expressar unívocament com l'exponencial de matrius simètriques sense traça, aquedta última topologia és la de l'espai euclidià de dimensió (n + 2)(n − 1)/2.
El grup SL(n, C), de la msteixa manera que SU(n), és simplement connex, mentre que SL(n, R) no ho és, igual que SO(n). SL(n, R) té el mateix grup fonamental que GL+(n, R) o SO(n), és a dir, Z per n = 2 i Z₂ per n > 2.

## Relacions amb altres subgrups de GL(n,A)
Dos subgrups relacionats, que de vegades coincideixen amb SL, i de vegades hi estan combinats, són el subgrup commutador de GL i el grup generat per les transveccions. Tots dos són subgrups de SL (les transveccions tenen determinant 1, i det és una aplicació sobre un grup abelià i, per tant, [GL, GL] ≤ SL), però en general no coincideixen amb SL.
El grup generat per les transveccions es denota E(n, A) (per matrius elementals) o TV(n, A). Per la segona relació de Steinberg, si n ≥ 3, les transveccions són commutadors i, per tant, si n ≥ 3, E(n, A) ≤ [GL(n, A), GL(n, A)].
Per a n = 2, les transveccions no tenen per què ser commutadors (de matrius 2 × 2); per exemple, quan A és F₂, el cos de dos elements, llavors
{\displaystyle \operatorname {Alt} (3)\cong [\operatorname {GL} (2,\mathbf {F} _{2}),\operatorname {GL} (2,\mathbf {F} _{2})]<\operatorname {E} (2,\mathbf {F} _{2})=\operatorname {SL} (2,\mathbf {F} _{2})=\operatorname {GL} (2,\mathbf {F} _{2})\cong \operatorname {Sim} (3),}
on Alt(3) i Sim(3) denoten el grup alternant i el grup simètric de 3 elements, respectivament.
Tot i això, si A és un cos de més de 2 elements, llavors E(2, A) = [GL(2, A), GL(2, A)], i si A és un cos amb més de 3 elements, E(2, A) = [SL(2, A), SL(2, A)].
Sota certes condicions, sí que coincideixen: el grup lineal especial sobre un cos o sobre un domini euclidià està generat per les transveccions, i el grup lineal especial estable sobre un domini de Dedekind està generat per les transveccions. Per a anells més generals, la diferència estable ve mesurada pel grup de Whitehead especial SK1(A) := SL(A)/E(A), on SL(A) i E(A) són els grups estables del grup lineal especial i les matrius elementals.

## Generadors i relacions
Si s'estudia un anell on SL està generat per transveccions (com en el cas d'un cos o d'un domini euclidià), es pot donar una presentació de SL utilitzant transveccions amb algunes relacions. Les transveccions satisfan les relacions de Steinberg, però això no és suficient: el grup resultant és el grup de Steinberg, que no és el grup lineal especial, sinó l'extensió central del subgrup commutador de GL.
Un conjunt suficient de relacions per SL(n, Z) en el cas n ≥ 3 ve donat per dues de les relacions de Steinberg, més una tercera relació. Sigui Tij := eij(1) la matriu elemental amb valors 1 a la diagonal i a l'entrada ij, i 0 altrament (i allà on i ≠ j). Llavors
{\displaystyle {\begin{aligned}\left[T_{ij},T_{jk}\right]&=T_{ik}&&{\mbox{per }}i\neq k\\\left[T_{ij},T_{kl}\right]&=\mathbf {1} &&{\mbox{per }}i\neq l,j\neq k\\(T_{12}T_{21}^{-1}T_{12})^{4}&=\mathbf {1} \\\end{aligned}}}
formen un conjunt complet de relacions per a SL(n, Z), n ≥ 3.

## Estructura de GL(n,F)
El grup GL(n, F) descompon sobre el seu determinant (es pot utilitzar F× ≅ GL(1, F) → GL(n, F) com a monomorfisme de F× en GL(n, F)) i, per tant, GL(n, F) es pot escriure com a producte semidirecte de SL(n, F) per F×:
{\displaystyle \operatorname {GL} (n,F)=\operatorname {SL} (n,F)\rtimes F^{\times }}.